# Grand Étang de Mittersheim
Der Grand Étang de Mittersheim (auch: Lac Vert, Étang de Mittersheim, deutsch: Der Grosse Mittersheimer Weiher, älter: Étang de Gross Mühl Weiher) ist ein Stausee bei Mittersheim in der französischen Region Grand Est im Département Moselle. Er ist Teil der Lothringischen Seenplatte im Regionalen Naturpark Lothringen. In seiner heutigen Form wurde der See zur Speisung des Saarkanals angelegt.

## Geographie
Der See liegt im Tal des Naubachs, eines 27 Kilometer langen, linken Zuflusses der Saar. Er wird von einem Damm aufgestaut, der direkt südlich des Ortes Mittersheim liegt. Im Naubachtal reicht die etwa 2,2 km² große Seefläche rund 4 Kilometer nach Süden. Etliche Seitentäler formen Buchten des Sees, die teilweise eigene Namen tragen: Hirschweyer, Silberweiher, Grand Schirweiher, Cornée de Lorraine, Cornée Sombre, Mare aux Serpents, Finstereck und Ersteneck. Der Seespiegel liegt laut Topographischen Karten auf 233 m.
Das 29,5 km² große Einzugsgebiet des Sees ist fast vollständig bewaldet.
Der Saarkanal läuft westlich am See vorbei und überquert dabei mehrere Buchten auf Dämmen. Die Bahnstrecke Réding–Metz-Ville quert den See auf einem Damm mit einer kurzen Brücke. Im Umland des Grand Étang de Mittersheim liegen zahlreiche weitere Seen und Weiher, darunter rund 10 Kilometer weiter südlich der Étang du Stock (deutsch: Stockweiher).

## Nutzungen

### Mühlteich
Bereits vor dem Bau des Saarkanals lag an der Stelle des heutigen Staudamms ein deutlich niedrigerer Damm, der zum Antrieb einer Mühle einen Teich aufstaute. Das Gewässer ist in der Cassini-Karte von 1744 und in der Topographischen Karte Frankreichs von 1836 dargestellt, in letzterer unter dem Namen Étang de Gross Mühl Weiher.

### Speisung des Saarkanals
Der 1866 eröffnete Saarkanal hat eine gemeinsame Scheitelhaltung mit dem Canal de la Marne au Rhin, die vorrangig aus der Saar, bei Trockenheit auch aus dem Étang de Gondrexange und dem Étang du Stock, gespeist wird. Falls der Zufluss aus der Saar größer ist als der Verbrauch in der Scheitelhaltung, kann Wasser über den Saarkanal nach Norden und über Überläufe oberhalb von Schleuse 12 in den Grand Étang de Mittersheim fließen. Am westlichen Ende des Staudamms liegt ein Entnahmebauwerk, an das ein kurzes Gewässer anschließt, das unterhalb von Schleuse 13 in den Saarkanal mündet. Es dient der Speisung des Kanals. Das Stauziel des Sees wird mit 234,55 m angegeben, es liegt 3,46 Meter über dem Kanal-Wasserspiegel unterhalb der Schleuse 13. Das Nutzvolumen des Sees beträgt 5,8 Millionen m³.
Beim Bau des Saarkanals wurde ein rund 330 Meter langer und bis zu 9 Meter hoher Erddamm errichtet. Auf der 6 Meter breiten Krone verläuft ein Weg, der 0,7 Meter über dem Stauziel des Sees liegt. An der Basis ist der Damm bis zu 36,8 Meter breit. Der Damm ist auf der Seeseite mit Mauerwerk verkleidet, das von einer 1 Meter hohen Brüstungsmauer abgeschlossen wird. Die Mauerverkleidung dient dem Schutz vor Wellen und Eisgang.
Die Hochwasserentlastung erfolgt über speziell konstruierte Heber. Zwei Heber mit unterschiedlich großem Durchmesser sind in ihren Scheiteln über ein Rohr verbunden. Der kleinere Heber ist in der Höhe so angeordnet, dass er anspringt, wenn das Stauziel etwas überschritten wird. Über das Verbindungsrohr saugt das abfließende Wasser Luft aus dem Scheitel des höher angeordneten, größeren Hebers, so dass der dortige Wasserspiegel steigt und den eigentlichen Abfluss in Gang setzt. Dabei setzt der Abfluss nicht, wie bei Heberwehren üblich, schlagartig ein, sondern ist ungefähr proportional zum Wasserspiegel des Sees.
Von dieser Heberkonstruktion wurden zwei Exemplare zusammen mit dem Grundablass in einem schachtartigen Bauwerk in der Mitte des Damms eingebaut. Um Platz zu sparen, verlaufen die Heberrohre in einer Schleife. Beide Heberanlagen können zusammen 6,5 m³/s abführen, wenn das Stauziel des Sees um 5 Zentimeter überschritten ist. Als Vorteile der Konstruktion wurden der selbstständige Betrieb genannt, durch den Bedienungsfehler ausgeschlossen sind; zudem reduziert der langsam ansteigende Abfluss die Gefahr von Überschwemmungen im unteren Naubachtal. Der Ingenieur Joseph Hirsch entwarf die Heberanlage; ein Modell wurde auf der Pariser Weltausstellung von 1867 gezeigt.

### Freizeit
Ein Freizeitzentrum mit Campingplatz und Ferienhäusern liegt am Ostufer des Sees zwischen zwei Buchten. Der See kann zum Baden, Segeln, Kanufahren, Windsurfen und Angeln genutzt werden. Das Befahren mit Motorbooten ist nicht gestattet. An Land sind Sportanlagen unter anderem für Beachvolleyball, Tennis oder Skaten vorhanden.